# Mitostoma patrizii
Espèce
Mitostoma patrizii est une espèce d'opilions dyspnois de la famille des Nemastomatidae.

## Distribution
Cette espèce est endémique de Sardaigne en Italie. Elle se rencontre dans la province de Nuoro dans les grottes Grotta di San Giovanni Ispinigòli, Grotta Sa Oche et Grotta dell'Arciprete.

## Description
La femelle holotype mesure 2,2 mm.
Le mâle décrit par Tedeschi et Sciaky en 1997 mesure 2,4 mm.
Cet opilion possède des yeux réduits.

## Systématique et taxinomie
Cette espèce a été décrite par Roewer en 1953.

## Étymologie
Cette espèce est nommée en l'honneur de Saverio Patrizi.

## Publication originale
- Roewer, 1953 : « Cavernicole Arachniden aus Sardinien. » Notes Biospéologiques, vol. 8, p. 39–49.